# قسط أملد
قسط أملد (الاسم العلمي:Costus sarmentosus) هو نوع من النباتات يتبع جنس القسط من الفصيلة القسطية.